# Карл фон Мифлинг
Карл Мифлинг (12. јун 1775 – 16. јануар 1851) је био пруски фелдмаршал.

## Биографија
Године 1813. је био генералквартирмајстор, а следеће године шеф генералштаба Рајнске армије. Затим је био опуномоћеник у Главном штабу Артура Велингтона, а 1815. године гувернер Париза. Године 1820. именован је за начелника геодетске службе, а следеће године је постао начелник Генералштаба војске који се исте године одвојио, Мифлинговом заслугом, од Министарства рата и добио организацију која је у основи остала иста до завршетка Првог светског рата. Постављен је за команданта корпуса 1832. године, а 1838. за гувернера Берлина и председника Државног савета. Аутор је бројних дела о историји Наполеонових ратова од 1813. до 1815. године.